# Спиридонов, Вадим Семёнович
Вади́м Семёнович Спиридо́нов (14 октября 1944 — 7 декабря 1989) — советский актёр кино; заслуженный артист РСФСР (1984), лауреат Государственной премии СССР (1979) и премии Ленинского комсомола (1980).

## Биография
Вадим Спиридонов родился 14 октября 1944 года в Москве в Морозовской больнице. Отец — уроженец деревни Нюховки, Тульской области, работал инженером. Мать — москвичка, работала главным бухгалтером. Жил с родителями в районе Сокольники, в Колодезном переулке. Ещё учась в школе, Вадим пришёл в драмкружок дома культуры при московском заводе «Салют». После восьмого класса Вадим вместе с родителями переехал в Лефортово, где мама устроила его в школу рабочей молодёжи, а отец взял его к себе на завод работать днём слесарем-сборщиком.
Окончив школу, Вадим Спиридонов решил стать актёром. Он поступил в Школу-студию МХАТ, но проучился там всего полгода. Из-за драки, в которой Спиридонов вступился за девушек, был вызван на педсовет, где Спиридонов вспылил и бросил учёбу. Спиридонов очень хотел продолжить актёрскую карьеру, но учёба была прервана на полтора года. Он устроился рабочим сцены в Театр имени Маяковского, а в свободное время ходил заниматься в драматический кружок Дома культуры «Чайка». В 1966 году Вадим Спиридонов сдал экзамены в Щукинское училище и во ВГИК и везде прошёл по конкурсу. Выбрал для обучения ВГИК, мастерскую С. А. Герасимова и Т. Ф. Макаровой. Это был красивый и яркий актёрский курс, имея в виду как его творческий потенциал, так и внешние «фактурные» данные (Среди однокурсников В. С. Спиридонова: Н. Н. Ерёменко-младший, Н. С. Бондарчук, Т. К. Нигматулин, Н. Н. Белохвостикова, Н. Ф. Гвоздикова, Н. У. Аринбасарова, Н. К. Маслова).
Впервые на экране Спиридонов появился в 1969 году, будучи студентом 2 курса, в картине своего мастера Сергея Герасимова «У озера». В фильме Вадиму досталась роль второго плана: Константин Коновалов (молодой человек, настоящий работяга, ко всему в жизни относится играючи, бывает и дерзок; несмотря на, казалось бы, свою простоту, в зависимости от ситуации бывает достаточно серьёзен и рассудителен. Пытается ухаживать за Леночкой Барминой — роль Н. Белохвостиковой). Он без сомнения удачно дебютировал, хорошо справился с ролью (достаточно вспомнить диалог Коновалова с директором комбината Василием Черных — роль В. Шукшина). После совместной работы в фильме «У озера», Василий Шукшин пригласит Вадима в свой новый фильм «Печки-лавочки». Для молодого актёра, который на момент начала съёмок был ещё студентом, эта была удача: сниматься у такого мастера как Шукшин. В 1971 году Спиридонов окончил обучение во ВГИК и стал актёром театра-студии Киноактёра.
Спиридонов — драматический артист большого дарования и темперамента. Особенный успех пришёл в 1973—1980 годах, когда на экраны страны вышли сразу несколько фильмов с его участием. Это телевизионный фильм В. Краснопольского и В. Ускова «Вечный зов», в котором Спиридонов сыграл роль Фёдора. Фильм имел колоссальный успех у зрителей, и актёры, снявшиеся в главных ролях, тут же превратились в национальных кумиров, а в 1979 получили государственную премию СССР в области литературы, искусства и архитектуры, в том числе Вадим Семёнович.
Спиридонов создал убедительный образ в роли бывшего кулака и полицая Фёдора Макашина (дилогия «Любовь земная» и «Судьба» Е. С. Матвеева), многие кинозрители не отделяли его от личности самого артиста. Согласно некоторым источникам, сыграв в фильме «Судьба», он получил в ответ чуть ли не всеобщую ненависть как среди поколения фронтовиков, так и у молодёжи, в спину нередко неслось «Иуда!», а порой его даже пытались избить, настолько ненавистен оказался сыгранный им предатель Макашин. Однако, по мнению вдовы актёра, утверждения об оскорблении Спиридонова зрителями не соответствуют действительности. 
Спиридонов играл и положительных героев, среди его ролей были и героико-патриотические (капитан Флёров — «Укрощение огня», полковник Деев — «Горячий снег», капитан Волох — «Дожить до рассвета», капитан Орехов — «Люди в океане», капитан Швец — «Ответный ход», командарм Будённый — «Первая конная» и «Оглашению не подлежит», полковник Иверзев — «Батальоны просят огня»).

Могила Спиридонова на Ваганьковском кладбище

Актёр много работал и за кадром. Мастер дубляжа, он озвучил более полусотни как отечественных, так и зарубежных фильмов. Голосом Спиридонова в разные годы говорили мировые звёзды кинематографа А. Делон, Ж. Депардьё, Д. Николсон, М. Пикколи, П. Макни, М. Ландау, С. Николаеску, А. Баччан.
В середине 1980-х годов Спиридонов дебютировал в качестве кинорежиссёра. На киностудии «Мосфильм» он снял короткометражный фильм по сценарию Э. Я. Володарского под названием «Два человека». В декабре 1989 года Спиридонов планировал приступить к съёмкам своего второго фильма (экранизацию романа А. Толстого «Князь Серебряный»), но этим планам не суждено было осуществиться.
7 декабря 1989 года Спиридонов должен был отправиться в Минск, где в ближайшие дни начинались съёмки нового фильма по роману В. И. Белова «Всё впереди», где он должен был играть главную роль. Однако в этот же вечер актёр умер во сне.
Похоронен 10 декабря 1989 года в Москве на Ваганьковском кладбище (участок № 13).

### Личная жизнь
- Жена — Валентина Сергеевна Спиридонова  (р. 8 декабря 1941).

## Фильмография

### Актёр
1. 1969 — У озера — Константин Коновалов, рабочий завода (дебютная работа в кино)
2. 1971 — Подвиг на шоссе (короткометражный) — капитан Корнеев
3. 1972 — Горячий снег — полковник Деев, командир дивизии
4. 1972 — Печки-лавочки — Василий Чулков, односельчанин Расторгуевых
5. 1972 — Сибирячка — Проханов, рабочий строитель гидростанции
6. 1972 — Укрощение огня — капитан Иван Андреевич Флёров, командир Первой отдельной экспериментальной батареи реактивной артиллерии
7. 1972 — Пётр Рябинкин — Пётр Сергеевич Рябинкин, парторг завода
8. 1973 — Товарищ бригада — Илья Семёнович Беседин, бригадир
9. 1973 — 1983 — Вечный зов — Фёдор Савельев
10. 1974 — Любовь земная — Фёдор Михайлович Макашин, бывший кулак
11. 1974 — В восемнадцать мальчишеских лет — командир лётного отряда Сергей Петрович, преподаватель Тимура Фрунзе
12. 1975 — Дожить до рассвета — капитан Волох, командир группы
13. 1977 — Судьба — Фёдор Макашин, полицай
14. 1977 — Трясина — Степан Быстров, старший сын Матрёны
15. 1978 — Однокашники — Андрей Ризодеев, инженер-наладчик электронного оборудования завода
16. 1979 — Отец и сын — Роман Бастрыков, председатель коммуны
17. 1979 — Прощальная гастроль «Артиста» — «Соболь», бандит
18. 1980 — Люди в океане — капитан Валерий Орехов, командир пограничной заставы
19. 1980 — Юность Петра — Фёдор Леонтьевич Шакловитый, сторонник царевны Софьи
20. 1981 — Бешеные деньги — Егор Дмитриевич Глумов
21. 1981 — Ответный ход — капитан Евгений Швец, командир роты морской пехоты «Южных»
22. 1982 — День рождения — директор комбината
23. 1982 — Кто стучится в дверь ко мне… — Игорь Михайлович, инженер
24. 1982 — Личные счёты — Константин Иванович Попов, учёный, преподаватель на кафедре АСУ
25. 1982 — Вокзал для двоих – дядя Миша, спекулянт (в фильме фигурирует фотография актёра)
26. 1983 — Демидовы — Акинфий Никитич Демидов, мастер оружейного дела, крупный российский промышленник
27. 1984 — Первая конная — Семён Михайлович Будённый, командарм Красной армии
28. 1985 — Батальоны просят огня — полковник Владимир Петрович Иверзев, командир дивизии
29. 1987 — Дни и годы Николая Батыгина (другое название фильма — Династия Батыгиных) — Николай Разумеевич Батыгин, мастер-стеклодув (Николая в молодости озвучил актёр Владимир Антоник, в зрелости — актёр Игорь Ефимов)
30. 1987 — Оглашению не подлежит — Будённый (роль озвучил другой актёр)
31. 1988 — Пилоты — советский лётчик
32. 1989 — Криминальный квартет — Лобанов, криминальный авторитет
33. 1989 — Сувенир для прокурора — Евгений Иванович Огородник, шофёр сувенирной фабрики (последняя работа в кино)

### Режиссёр
- 1987 — Два человека (короткометражный)

## Озвучивание
1. 1963 — Клеопатра — Руфио (роль Мартина Ландау)
2. 1971 — Принц Баяя — Принц Баяя (роль Ивана Палуха)
3. 1972 — Строй / Parades
4. 1973 — Затянувшаяся расплата — Виджай Кханна, инспектор полиции (роль Амитабха Баччана)
5. 1973 — Горький урок. Леван Хидашели
6. 1974 — Комиссар полиции обвиняет — Парайпан (роль Георгиу Динике)
7. 1974 — Потоп — офицер Браун (роль Ежи Федоровича[англ.])
8. 1974 — Бессмертные / Nemuritorii — капитан Андрей (роль Серджиу Николаеску)
9. 1974 — Четыре мушкетёра Шарло / Les Quatre Charlots mousquetaires — Д’Артаньян (роль Жана Вальмона[фр.])
10. 1974 — Четверо против кардинала / Les Charlots en folie: A nous quatre Cardinal! — Д’Артаньян (роль Жана Вальмона[фр.])
11. 1974 — Дюпон Лажуа / Dupont Lajoie − инспектор Бюлар (роль Жана Буиза)
12. 1975 — Уважаемые люди / Gente di rispetto — Маресчиалло (роль Альдо Джуффре)
13. 1975 — 109-й идёт без остановок — Окита (роль Кэна Такакуры)
14. 1975 — Странствующие рыцари — Сандро (роль Георгия Датунашвили)
15. 1975 — Семь смертей по рецепту, или В сетях мафии / Sept morts sur ordonnance — доктор Пьер Лоссерэй (роль Мишеля Пикколи)
16. 1975 — Соло для слона с оркестром — ветеринар (роль Карела Эффа)
17. 1975 — Профессия: репортёр — Дэвид Локк, журналист (роль Джека Николсона)
18. 1975 — Первая ласточка — Нури (роль Дмитрия Джаяни)
19. 1975 — Обречённый на одиночество / Kenka Karate Kyokushinken — Масутацу Ояма (роль Сонни Чиба)
20. 1976 — Гнездо саламандр / Cuibul salamandrelor — Джордже (роль Георгиу Динике)
21. 1976 — Здесь, на этом перекрестке — Каро (роль Финландика Асатряна)
22. 1976 — Сиятельные трупы / Cadaveri eccellenti — доктор Максия (роль Паоло Боначелли)
23. 1976 — Опасная погоня — прокурор Мориока (роль Кэна Такакуры)
24. 1976 — Настоящий тбилисец и другие — Павел и учёный-оппонент (роли Григола Цитайшвили и Малхаза Горгиладзе)
25. 1976 — Пёс / El Perro — Аристидес Унгрия (роль Джейсона Миллера)
26. 1977 — Мимино — командир экипажа и попутчик Рубена Хачикяна (роли Эдуарда Изотова и Анатолия Иванова)
27. 1977 — Вечная сказка любви / Dharam Veer — Джавала Сингх, охотник (роль Прана)
28. 1977 — Бездна — Дэвид Сандерс (роль Ника Нолти)
29. 1977 — Легенда о динозавре — Такаси Асидзава, геолог (роль Цунэхико Ватасэ)
30. 1978 — Вас ожидает гражданка Никанорова — колхозник на телеге (роль Александра Лукьянова)
31. 1978 — Синема — Яков Костава (роль Гурама Пирцхалавы)
32. 1978 — Реванш — Парайпан (роль Георгиу Динике)
33. 1978 — Владыка судьбы / Muqaddar ka Sikandar[англ.] — Сикандар (роль Амитабха Баччана)
34. 1978 — Ещё пять дней — Геворкян (роль Мирона Кечогляна)
35. 1979 — Тайна мотеля «Медовый месяц» — Билл (роль Вольфа Рота[англ.])
36. 1979 — Господарь Влад / Vlad Tepes — Влад Цепеш (роль Штефана Силеану)
37. 1979 — Отец и сын — Алексей Бастрыков и Звонарёв (роли Андрея Смолякова и Сергея Полежаева)
38. 1979 — Ураган / Hurricane[англ.] — Джек Сэнфорд (роль Тимоти Боттомса)
39. 1979 — Цыган — Ожогин, фронтовой друг Будулая (роль Стасиса Петронайтиса)
40. 1979 — Похищение по-американски — Максимилиан Бодро, главарь бандитской группировки (роль Патрика Макни)
41. 1979 — Горо / Ogon no inu
42. 1979 — Цена победы / Speed cross — Курт Шмидбауэр (роль Романо Пуппо)
43. 1979 — Меланхоличная малышка / Melancoly baby — Клод (роль Жана-Люка Бидо)
44. 1980 — Жизнь прекрасна — следователь (роль Регимантаса Адомайтиса)
45. 1980 — Я ещё вернусь — Тахир (роль Шакмара Алекперова)
46. 1980 — Троих надо убрать — Мишель Жерфо (роль Алена Делона)
47. 1980 — Хлеб, золото, наган — Владимир Горбач, чекист (роль Владимира Борисова)
48. 1980 — Абдулла / Abdullah — Кхалил (роль Денни Дензонгпы)
49. 1980 — Вторая жена / Orokseg — Акош (роль Яна Новицкого)
50. 1981 — Дива — Городиш (роль Ришара Боринже)
51. 1981 — Брат — Гио (роль Левана Турманидзе)
52. 1981 — Перед закрытой дверью — Салех (роль Мамеда Мамедова)
53. 1981 — Невезучие — месье Кампана, частный детектив (роль Жерара Депардьё)
54. 1981 — Ошибка Тони Вендиса — Макс (роль Паула Буткевича)
55. 1981 — Сезон мира в Париже / Sezona mira u Parizi / Sezon de pace la Paris — Драган (роль Драгослава Николича)
56. 1981 — Игра без козырей — Людас Григонис, капитан милиции (роль Бориса Борисова)
57. 1982 — Кукарача — «Муртало», бандит (роль Зазы Колелишвили)
58. 1982 — Властелины времени (мультфильм) — Джаффар
59. 1983 — Лома — забытый друг — читает текст от автора
60. 1983 — Папаши — Жан Люка (роль Жерара Депардьё)
61. 1983 — Любовный недуг / Prem rog —Вирендра Сингх (роль Кулбхушана Кхарбанды[англ.])
62. 1983 — Загадка уединённого мотеля / Motel
63. 1984 — Пари с волшебницей / Ramasagul — царь Дракон (Змеюл) (роль Флорина Пьерсика)
64. 1984 — Легенда о Сурамской крепости — читает текст
65. 1984 — Адский поезд / Train d’enfer[фр.] — Салвье (роль Жерара Клейна[фр.])
66. 1984 — Мы ещё встретимся / Մենք դեռ կհանդիպենք — Дудукян (роль Левона Григоряна)
67. 1985 — Возвращение Будулая — Станислав Ожогин (роль Стасиса Петронайтиса)
68. 1987 — Визит к Минотавру — голос работника милиции по рации
69. 1987 — Браво, Альбер Лолиш! — Алекси (роль Георгия Бурджанадзе)
70. 1989 — Идеальное преступление — Ланс Гереро (роль Ромуалдса Анцанса)
71. 1989 — Николай Бухарин (документальный) — читает текст

## Признание и награды
- Государственная премия СССР (1979) — за исполнение роли Фёдора Силантьевича Савельева в ТВ-сериале «Вечный зов» (1—19 серии)
- премия Ленинского комсомола (1980) — за исполнение роли Романа Захаровича Бастрыкова в фильме «Отец и сын»
- Заслуженный артист РСФСР (1984)